# Kultury z tylczakami łukowymi
Kompleks Kultur z tylczakami łukowymi, niekiedy zwanym kręgiem tarnowiańskim, datowany jest na interstadiał Allerød (dla terenów Polski ok. 11–12 tys. lat temu). W miarę ocieplania się klimatu, nowe obszary leśne Niżu Europejskiego zasiedliły społeczności myśliwych i rybaków. Kultury te wyróżniały się charakterystycznymi formami narzędzi: tylczakami łukowymi oraz krótkimi drapaczami tarnowiańskimi. 
Genezy kultury z tylczakami łukowymi można dopatrywać się na terenach południowej Francji. Tam powstał prąd kulturowy zwany azylianizacją lub prądem tarnowiańskim, który w rozprzestrzeniał się w środowisku późnej kultury magdaleńskiej. Prąd ten zawierał takie elementy jak: krótkie drapacze, tylczaki łukowe oraz rzadką obecność rylców.
Kultury zaliczane do kompleksu:
- kultura romanellska (Włochy, Prowansja, wschodnia Hiszpania)
- kultura azylska (Francja, północna Hiszpania)
- kultura Federmesser (Niemcy, Holandia, zachodnia Polska)